# Corvus kubaryi
La cornacchia delle Marianne o corvo delle Marianne (Corvus kubaryi Reichenow, 1885) è un uccello passeriforme della famiglia dei corvidi.

## Etimologia
Il nome scientifico della specie, kubaryi, rappresenta un omaggio al naturalista polacco John Stanislaw Kubary, che ne reperì gli esemplari utilizzati per la descrizione scientifica.
Il nome comune di questi uccelli in chamorro è aga.

## Descrizione

### Dimensioni
Misura 38 cm di lunghezza, per 205-270 g di peso: a parità d'età, i maschi sono più grossi e pesanti anche di un terzo rispetto alle femmina.

### Aspetto
i tratta di uccelli dall'aspetto robusto e massiccio, muniti di testa arrotondata con becco allungato, conico e appuntito, con mandibola inferiore lievemente curva verso l'alto: le ali sono digitate, le zampe forti e la coda squadrata e di media lunghezza.
Il piumaggio è di colore nero su tutto il corpo, con sfumature bluastre sulla coda e riflessi metallici verdastri su testa, dorso ed ali, ben visibili quando l'animale è alla luce diretta.
Il becco e le zampe sono di colore nero, mentre gli occhi sono di colore bruno scuro.

## Biologia
Il corvo delle Marianne è un uccello diurno e sociale, che vive in piccoli stormi generalmente a base familiare, nei quali vige una rigida gerarchia: questi uccelli passano la maggior parte della giornata alla ricerca di cibo, muovendosi di preferenza nella canopia ma non esitando a scendere fra i rami più passi o anche al suolo per reperirlo.
Come la stragrande maggioranza dei corvidi, anche questi uccelli sono molto chiassosi e vocali: essi si tengono in contatto mediante una serie di vocalizzazioni piuttosto varie, le più frequenti delle quali sono dei gruppi di 2-3 richiami acuti e gracchianti di contatto, ai quali si aggiunge un richiamo nasale quando a comunicare sono due partner.

### Alimentazione
Si tratta di uccelli onnivori e molto opportunistici, che si nutrono un po' di tutto ciò che riescono a reperire durante la ricerca del cibo, dalle granaglie, bacche e frutta a insetti, artropodi, ed altri invertebrati, larve (soprattutto bruchi) piccoli vertebrati, carcasse e rifiuti.

### Riproduzione

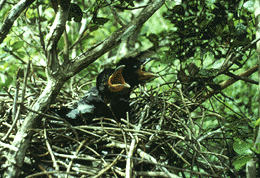
Nido con pulli.

Si tratta di uccelli rigidamente monogami, che possono riprodursi durante tutto l'anno, sebbene il picco delle deposizioni si verifichi generalmente fra la fine di giugno e l'inizio di marzo, in corrispondenza della stagione secca: attività nelle quali uno dei due partner vocalizza nei confronti dell'altro mentre si dedica a tagliuzzare foglie o a colpire un ramo col becco vengono considerate come attività di corteggiamento.
Il nido, a forma di coppa con piattaforma circostante, viene costruito da entrambi i sessi, intrecciando rametti e foderando l'interno con fibre vegetali: generalmente, esso viene ubicato di preferenza su alberi che spuntano dalla canopia, come grossi Ficus prolixa o il nativo yoga.
All'interno del nido, la femmina depone 1-4 uova, che (caso raro fra i corvidi) ambedue i genitori si occupano di covare: anche la cura dei nidiacei (ciechi ed implumi alla schiusa) viene condiviso dai due partner e si protrae per molto tempo, durando fra i 5 ed i 18 mesi, coi giovani che continuano a rimanere coi genitori (seguendoli nei loro spostamenti e chiadendo loro l'imbeccata, sebbene sempre più sporadicamente man mano che si affacciano alla maturità, rimanendo poi nell'ambito dello stormo di appartenenza anche dopo essersi affrancati dalle cure parentali).

## Distribuzione e habitat
Come intuibile dal nome comune, il corvo delle Marianne è endemico delle isole Marianne Settentrionali, delle quali popola la sola Rota: in passato presente anche a Guam, la specie si è estinta sull'isola negli anni '70 a causa dell'introduzione del serpente bruno arboricolo.
L'habitat di questi uccelli è rappresentato dalla foresta primaria e secondaria matura, nonché dalle macchie arbustive e cespugliose di vegetazione costiera.